# Sarah Bowdich Lee
Sarah Bowdich Lee, nata Wallis (10 settembre 1791 – 22 settembre 1856), è stata un'illustratrice, zoologa, botanica, autrice, viaggiatrice e pteridologa inglese.

## Biografia
Sarah Lee nacque il 10 settembre 1791, unica figlia di John Eglinton Wallis di Colchester.
Nel 1813 sposò il naturalista Thomas Edward Bowdich, di cui condivideva gli interessi per la natura, i viaggi e l'avventura.
Nel 1819 si recò a Parigi per visitare il barone Cuvier, che Thomas aveva già visitato nel 1818 con una lettera di presentazione del dottor William Elford Leach del British Museum. Trascorsero la maggior parte dei quattro anni successivi a Parigi per studiare le sue collezioni.
Nel 1823, durante il loro ultimo viaggio in Africa, visitarono Madeira, ma il marito morì sul fiume Gambia il 10 gennaio 1824.
Rimasta con tre figli, lottò per mantenere la sua famiglia come autrice. All'inizio della sua vedovanza, la signora Bowdich visitò spesso il barone Cuvier a Parigi, dove egli la trattò quasi come una figlia; alla sua morte, nel 1832, scrisse un libro di memorie sulla sua vita.
Nel 1826 sposò Robert Lee e negli anni successivi pubblicò con il nome di Mrs. Robert Lee.
Nel 1854 le fu concessa una pensione civile di 50 sterline all'anno. Nel 1856 morì a Erith mentre era in visita alla figlia Eugenia.
Tra le sue numerose opere, forse le quattro più importanti sono Tassidermia (1820), una trattazione esaustiva giunta alla sesta edizione nel 1843; Escursioni a Madeira e Porto Santo (1825), un'opera di storia naturale; I pesci d'acqua dolce della Gran Bretagna (1825), illustrato dall'autrice; e Memorie del barone Cuvier (1833).

## Opere
Pubblicazioni selezionate
- 1844. Elements of Natural History, for the use of schools and young persons: comprising the principles of classification, interspersed with ... account of the most remarkable animals ... Illustrated
- 1850. Elements of Natural History, for the use of schools and young persons: comprising the principles of classification, interspersed with ... account of the most remarkable animals ... Illustrated
- 1851. Adventures in Australia: or, the Wanderings of Captain Spencer in the bush and the wilds ... With illustrations by J.S. Prout. xi, [1], 364 pp., 18 pl.
- 1852a. British Birds, with descriptions by Mrs. R. Lee ... and seven pictures from drawings by Harrison Weir
- 1852b The Farm and its Scenes, with descriptions by Mrs. R. Lee ... and six pictures from drawings by Harrison Weir
- 1853a. Foreign Animals, with descriptions by Mrs. R. Lee ... and seven pictures from drawings by Harrison Weir
- 1853b. Anecdotes of the Habits and Instincts of Birds, Reptiles, and Fishes ... With illustrations by Harrison Weir
- 1853c. Familiar Natural History, with descriptions by Mrs. R. Lee ... and ... illustrations from drawings by Harrison Weir
- 1854. Trees, Plants, and Flowers: their beauties, uses, and influences ... The illustrations ... by James Andrews
- 1867. The African wanderers ... Fourth edition
- Foreign Birds, with descriptions by Mrs. R. Lee ... and seven pictures from drawings by Harrison Weir
- Taxidermy: or, the art of collecting, preparing, and mounting objects of natural history
- British Animals, with descriptions by Mrs. R. Lee ... and seven pictures from drawings by Harrison Weir